# U511 (潜水艦)
U511はドイツ海軍の潜水艦。 IXC 型。後に、日本に譲渡され呂号第五百潜水艦（ろごうだいごひゃくせんすいかん）となった。

## 艦歴
ハンブルクのドイチェ・ヴェルフトで1941年2月21日に起工。同年9月22日に進水し、12月8日に就役した。初代艦長はフリードリッヒ・シュタインホフ(Friedrich Steinhoff)大尉。
「U511」は第4潜水隊群に属し、1942年5月末まで訓練に従事。その後「U511」では、フリードリッヒ・シュタインホフとその兄でペーネミュンデ陸軍兵器実験場のエルンスト・シュタインホフが主導する潜水艦からの対地ロケット弾発射実験が行われた。実験に使用されたのは1942年式30cmロケット弾と発射器30cm NbW 42であった。陸上、海底からの発射実験に続いて6月4日に「U511」からの発射実験が行われ、浮上時および深度12mでの発射実験はともに成功した。しかし、結局これは実用化には至らなかった。
その後、最前線の任務につくために第10潜水隊群に配属された。U-511時代に4回の哨戒を行って通商破壊戦に従事した。U-511時代の艦長は2名おり、前述のシュタインホフ大尉と、フリッツ・シュネーヴィント(Fritz Schneewind)大尉である。

### 1回目の哨戒
1942年7月16日にキールを出航し、大西洋を横断してカリブ海へ向かった。
8月27日0629、北緯18度09分 西経74度38分 / 北緯18.150度 西経74.633度のキューバのグアンタナモ湾の南南東120浬地点付近で、U-511はトリニダード島からキーウェスト島へ向かうTAW-15船団に対して魚雷4発を発射。うち3本が命中して2隻を撃沈し、1隻に損傷を与えた。18,000トンの重油を輸送中の英タンカー「サン・ファビアン」（San Fabian、13,301トン）は沈没した。船長と乗員31名、砲手1名が米駆逐艦「リー」と哨戒艇「PC-38」に救助され、乗員23名と砲手3名が死亡した。11,364トンのガソリンを輸送中の蘭タンカー「ロッテルダム」（Rotterdam、8,968トン）は左舷機関室付近に魚雷1本が命中し、すぐに船尾から沈没。乗員47人のうち37人が救命艇で船から脱出し、駆潜艇「SC-522」により救助された。104,170バレルの軽油を輸送し、輸送船団の旗艦であった米タンカー「エッソ・アルバ」（Esso Aruba、8,773トン）は、左舷5番油槽と6番油槽の中間部に魚雷を1発受け、爆発。しかし、機関と舵はまだ動いていた。これにより、2発目を受ければ沈没するという危険の中で、自力でグアンタナモ湾まで航行することを可能にし、翌日到着した。船は引き揚げられ、積荷が降ろされた。応急処置を受けてガルベストンへ向かい、1943年2月に輸送任務に復帰した。
76日の航海の後、9月29日に母港であるドイツ占領下のフランスのロリアンに帰投した。

### 2回目の哨戒
1942年10月24日にロリアンを出航し、アフリカ北西部の海岸の哨戒を36日間行って、11月28日に帰投した。この哨戒では戦果はなかった。これは艦長シュタインホフが病気になったことが原因であった。

### 3回目の哨戒
艦長がフリッツ・シュネーヴィントに交替となり、1942年12月31日にロリアンを出航。北大西洋のカナリア諸島（スペイン領）と、アゾレス諸島（ポルトガル領）周辺の哨戒を行った。1943年1月9日2142、北緯29度20分 西経26度53分 / 北緯29.333度 西経26.883度のカナリア諸島西方沖合で、西アフリカで生産されたパーム核・パーム油・ゴム、合計5,054トンを積んでラゴスからリバプールへ単独航行中の英貨客船「ウィリアム・ウィルバーフォース」（William Wilberforce、5,004トン）を雷撃により撃沈した。「ウィリアム・ウィルバーフォース」は乗員3名が死亡し、船長・乗員41名・砲手6名・乗客41名はスペインの商船「モンテ・アルナバル」（Monte Arnabal）によって救助された。
U-511は68日の航海を終えて、3月8日にロリアンに帰投した。

### 4回目の哨戒
「U511」としての最後の出撃は、日本への航海となった。
「U511」は「U1224」とともに、日本海軍によるインド洋での通商破壊実施を望んだドイツがそれらをモデルとして通商破壊戦用の潜水艦を建造してもらうため譲渡されることとなった。この譲渡に際して、無償と理解した日本側と、有償だと考えていたドイツ側との間で齟齬が生じたが、最終的にヒトラーが「贈り物だ」といったことで落着した。
「U511」が運んだものにはフランツ・ブラウン製（現EMAG傘下ゼルブスト）ISOMA射出成型機と金型がある。また、将来のアフリカでの作戦用のワクチン開発のためと思われる黄熱病の病原菌も「U511」で日本に持ち込まれた。他には魚雷艇用のエンジンが積み込まれたようであり、水銀を積んでいたとの証言もある。
「U511」には野村直邦中将やドイツの駐中国大使となるエルンスト・ヴォールマン、ドイツの技師3名らが便乗した。
「U511」はドイツ側では「マルコ・ポールI」、日本側では「U511」は「さつき」と呼称された。
1943年5月8日、「U511」はロリアンから出航。5月22日にフリータウン沖で「U460」より補給を受け、6月10日に喜望峰を回ってインド洋に入った。インド洋にて米商船2隻を撃沈した。
最初の攻撃は6月27日午前9時42分に行われた。南緯29度00分 東経50度10分 / 南緯29.000度 東経50.167度のマダガスカル島沖で、空船でモンバサからバイーアへ単独航行中の米リバティ船「セバスチャン・セルメニョ」（Sebastian Cermeno、7,194トン）へ向け魚雷を発射。セバスチャン・セルメニョの4番船倉後部、5番船倉前部に魚雷1本ずつが命中して航行不能となり、3人が死亡した。生存者は、5隻の救命艇で船から脱出した。雷撃の10分後に、セバスチャン・セルメニョは沈没した。U-511は浮上して、生存者の尋問をしてから海域を離れた。救命艇のうち4隻は連合国の船に救助され、1隻はマダガスカルにたどり着いた。
2回目の攻撃は7月9日だった。5644トンの弾薬と一般の貨物を積んでフリーマントルからコロンボへ単独航行中の米リバティ船「サミュエル・ハインゼルマン」（Samuel Heintzelman、7,176トン）を雷撃した。U-511は魚雷発射後に潜航し、結果を直接観測はしなかったが、水中の爆発音が聞こえた。海面には船の姿はなく、破片が浮いているだけだった。乗員75名は全員死亡した。「サミュエル・ハインゼルマン」は亡失認定され、当時は日本の攻撃により沈没したと思われていた。9月30日、船の残骸がモルディブ沖で発見された。
7月16日、ペナン入港。空路で日本へ向かう便乗者は同地で退艦した。ペナンでは艦橋に日の丸と「ロ500」の文字が描かれた。7月24日、呉へ向けペナン出港。
7月29日、南シナ海でヒ03船団と遭遇し、敵と誤認されて攻撃された。
8月7日、「U511」は呉に到着した。その後日本側の人員が乗り込み、訓練が開始された。
撃沈総数は5隻、計41,373トンにのぼる。また、商船1隻、8,773トンに損傷を与えた。

### 日本海軍にて
1943年9月16日に日本海軍の艦籍に入り、「呂号第五百潜水艦」（以下「呂500」）と命名された。本籍を呉鎮守府とし呉鎮守府警備潜水艦に定められた。
「U511」の乗員はドイツへ向かう封鎖突破船「オゾルノ」に乗ってシンガポールへ向かい、イタリア降伏に伴ってドイツ潜水艦となっていた元イタリア潜水艦などに配属された。
「U511」は日本が量産しようとした中型潜水艦である戊型潜水艦の参考になったといわれるが、この計画は結局破棄されている。日本側が「U511」から得たものには溶接技術や音響対策のための防振間座（これの多くは防振ゴムであったらしい）がある。「U511」でもたらされた溶接技術は伊二百一型潜水艦や波二百一型潜水艦の建造で活用され、防振ゴムは海防艦のディーゼル発電機などに装着された。
「呂500」は1944年5月に訓練用の潜水艦部隊である第三十三潜水隊に移り、7月1日には呉防備戦隊に編入されて8月1日に同戦隊内の特設対潜訓練隊に編入された。特設対潜訓練隊は佐伯港を拠点とし対潜艦艇の訓練などを行う部隊で、「呂500」は訓練の支援に従事した。時期は不明だが「呂500」は誤操作による座礁事故を起こし、また1945年3月から4月には訓練中に海防艦の艦底に衝突する事故を起こした。
1945年4月、特設対潜訓練隊は七尾湾に移った。5月、特別対潜訓練隊は第五十一戦隊に改編され、舞鶴鎮守府部隊所属となる。

### 終戦後の出撃
8月9日にソ連が参戦。「呂500」は七尾から舞鶴へ移動し、12日に到着して出撃準備をしていたが8月15日に終戦となる。しかし、舞鶴の潜水艦部隊は出撃準備を続行し、8月18日日に「呂500」などは出撃した。すくなくとも「呂500」と「伊201」、「伊202」の3隻が出撃を企てたようである。「呂500」は艦橋にどくろマークを描いて出撃した。これは死ぬまでで日本に戻らないという意味であったという。出撃は大勢の人と軍楽隊の演奏に見送られてのものであった。このようにして出撃したが、それを知った第六艦隊司令部からの出撃停止命令を受け、各艦は帰投した。これについて処罰等はなかったようである。
10月14日、アメリカ海軍が接収。11月30日除籍。
1946年4月30日、「伊121」、「呂68」とともに冠島沖に沈められた。

### 発見
2018年6月18日～21日に行われた浦環らによる若狭湾の調査で、冠島（京都府舞鶴市）付近で水深約90メートルの海底に眠る船体が確認された。近くには同じく海没処分された呂号第六十八潜水艦、伊号第百二十一潜水艦も見つかっている。

## 要目
- 基準排水量：1,137トン
- 兵装：魚雷発射管6門、10.5cm砲1門、20mm機銃2挺
- 定員：53名[51]

## 潜水艦長
1. 田岡清 少佐：1943年9月16日[52] - 1943年12月3日[53]、以後1944年4月30日まで艦長の発令無し。
2. 椎塚三夫 大尉：1944年4月30日[54] - 1944年7月5日[55]
3. 山本寛雄 大尉：1944年7月5日[55] - 1944年9月15日[56]
4. 山本康久 大尉：1944年9月15日[56] - 1945年11月29日[57]

## 映像作品
- 1944年（昭和19年）10月13日、昭和天皇が映画『回航独潜呉着後ノ諸行事』を御覧になったとする記録が残る[58]。